# Lajamina
Lajamina è un comune (corregimiento) della Repubblica di Panama situato nel distretto di Pocrí, provincia di Los Santos. Si estende su una superficie di 51,7 km² e conta una popolazione di 514 abitanti (censimento 2010).